# Paddy McNair
Patrick"Paddy"McNair (sinh ngày 27 tháng 4 năm 1995) là một cầu thủ bóng đá người Bắc Ireland hiện đang chơi cho Middlesbrough và đội tuyển bóng đá quốc gia Bắc Ireland. Anh là một cầu thủ đa năng, thi đấu được ở cả vị trí hậu vệ lẫn tiền vệ.
McNair ký hợp đồng với Manchester United vào năm 2011 và có trận chuyên nghiệp đầu tiên vào tháng 9 năm 2014. Tháng 8 năm 2016, McNair gia nhập Sunderland với Donald Love trong một hợp đồng chuyển nhượng chung với giá 5,5 triệu bảng. Hai năm sau, anh chuyển sang thi đấu cho Middlesbrough.
McNair từng đại diện cho Bắc Ireland ở các cấp độ U17, U19 và U21 trước khi có trận ra mắt đội tuyển quốc gia vào tháng 3 năm 2015. Anh cũng là thành viên tuyển Bắc Ireland tham dự Euro 2016, giải đấu họ lọt vào vòng 16 đội.

## Sự nghiệp

### Manchester United
McNair lần đầu tiên được phát hiện bởi câu lạc bộ Manchester United ở Bắc Ireland dựa trên chuyến trinh sát của Tony Coulter khi McNair mới 12 tuổi, và bắt đầu đi đào tạo tại nước Mỹ trong những ngày nghỉ học. Cuối cùng, anh ký hợp đồng với Manchester United vào năm 2011, các tuyển trạch viên câu lạc bộ ấn tượng trong vị trí tiền vệ của anh bởi Ballyclare Colts, nhưng sau đó đã chuyển thành một hậu vệ của HLV đội trẻ United là Paul McGuinness. Trong khi việc chuyển từ tiền vệ phòng thủ, McNair được so sánh với Michael Carrick bởi McGuinness.
Anh đã có màn ra mắt ấn tượng của mình cho United vào ngày 27 tháng 9 năm 2014 với West Ham United trong chiến thắng 2-1 ở Premier League tại Old Trafford, Anh bắt đầu chơi vị trí trung vệ do một cuộc khủng hoảng chấn thương ở hàng phòng ngự của các trụ cột. McNair đã được ca ngợi bởi người hâm mộ và Huấn luyện viên Louis Van Gaal cho vị trí trung vệ phải, Anh mới chỉ 19 tuổi nhưng những pha phá bóng, kèm người và cả pha đánh đầu phá bóng rất quan trọng để giúp United giành thắng lợi. Trong khi United đã bị chấn thương đến 10 cầu thủ quan trọng.

### Sunderland
Ngày 11 tháng 8 năm 2016, McNair cùng với người đồng đội của anh là Donald Love gia nhập Sunderland với mức phí chuyển nhượng vào khoảng 5,5 triệu bảng. Hai ngày sau, anh ra mắt trong trận đấu với Manchester City, vào sân ở phút thứ 83 thay cho Jermain Defoe. Trận đấu kết thúc với tỷ số 2-1 nghiêng về Manchester City, khi McNair đá phản lưới nhà trong pha nỗ lực cản phá đường chuyền của Jesús Navas. McNair lập cú đúp cho Sunderland trong trận thắng 2-1 trước Queens Park Rangers tại vòng 3 Cúp EFL vào ngày 21 tháng 9, đây là 2 bàn thắng chuyên nghiệp đầu tiên của anh.

### Middlesbrough
Ngày 26 tháng 6 năm 2018, McNair ký hợp đồng 4 năm với câu lạc bộ Middlesbrough của Championship, với mức phí có thể lớn hơn 5 triệu bảng. Anh ra mắt trong trận đầu tiên của mùa giải, chiến thắng 3–0 trước Sheffield United vào ngày 7 tháng 8, anh vào sân ở phút 71 thay cho Jonathan Howson. Anh ghi bàn thắng đầu tiên cho Middlesbrough trong trận hòa 1-1 với Millwall vào ngày 24 tháng 8.

## Thống kê sự nghiệp

### Câu lạc bộ
Tính đến ngày 8 tháng 5 năm 2021
| Câu lạc bộ          | Mùa giải            | Giải đấu            | Giải đấu | Giải đấu | FA Cup | FA Cup | League Cup | League Cup | Khác | Khác | Tổng cộng | Tổng cộng |
| Câu lạc bộ          | Mùa giải            | Giải đấu            | Trận     | Bàn      | Trận   | Bàn    | Trận       | Bàn        | Trận | Bàn  | Trận      | Bàn       |
| ------------------- | ------------------- | ------------------- | -------- | -------- | ------ | ------ | ---------- | ---------- | ---- | ---- | --------- | --------- |
| Manchester United   | 2014–15             | Premier League      | 16       | 0        | 2      | 0      | 0          | 0          | 0    | 0    | 18        | 0         |
| Manchester United   | 2015–16             | Premier League      | 8        | 0        | 0      | 0      | 0          | 0          | 1    | 0    | 9         | 0         |
| Manchester United   | Tổng cộng           | Tổng cộng           | 24       | 0        | 2      | 0      | 0          | 0          | 1    | 0    | 27        | 0         |
| Sunderland          | 2016–17             | Premier League      | 9        | 0        | 0      | 0      | 3          | 2          | —    | —    | 11        | 2         |
| Sunderland          | 2017–18             | Championship        | 16       | 5        | 0      | 0      | 0          | 0          | —    | —    | 16        | 5         |
| Sunderland          | Tổng cộng           | Tổng cộng           | 25       | 5        | 0      | 0      | 3          | 2          | —    | —    | 28        | 7         |
| Middlesbrough       | 2018–19             | Championship        | 16       | 0        | 3      | 0      | 4          | 0          | —    | —    | 23        | 0         |
| Middlesbrough       | 2019–20             | Championship        | 41       | 6        | 2      | 0      | 1          | 0          | —    | —    | 44        | 6         |
| Middlesbrough       | 2020–21             | Championship        | 46       | 2        | 0      | 0      | 1          | 0          | —    | —    | 47        | 2         |
| Middlesbrough       | Tổng cộng           | Tổng cộng           | 103      | 8        | 5      | 0      | 6          | 0          | —    | —    | 114       | 8         |
| Tổng cộng sự nghiệp | Tổng cộng sự nghiệp | Tổng cộng sự nghiệp | 152      | 13       | 7      | 0      | 9          | 2          | 1    | 0    | 169       | 15        |

### Quốc tế
Tính đến 27 tháng 9 năm 2022
| Đội tuyển quốc gia | Năm       | Trận | Bàn |
| ------------------ | --------- | ---- | --- |
| Bắc Ireland        | 2015      | 5    | 0   |
| Bắc Ireland        | 2016      | 11   | 0   |
| Bắc Ireland        | 2017      | 1    | 0   |
| Bắc Ireland        | 2018      | 8    | 0   |
| Bắc Ireland        | 2019      | 9    | 3   |
| Bắc Ireland        | 2020      | 8    | 1   |
| Bắc Ireland        | 2021      | 10   | 1   |
| Bắc Ireland        | 2022      | 6    | 1   |
| Tổng cộng          | Tổng cộng | 58   | 6   |

### Bàn thắng quốc tế
Bàn thắng và kết quả của Bắc Ireland được để trước.
| # | Ngày                 | Địa điểm                                 | Đối thủ      | Bàn thắng | Kết quả | Giải đấu                      |
| - | -------------------- | ---------------------------------------- | ------------ | --------- | ------- | ----------------------------- |
| 1 | 11 tháng 6 năm 2019  | Borisov Arena, Barysaw, Belarus          | Belarus      | 1–0       | 1–0     | Vòng loại UEFA Euro 2020      |
| 2 | 14 tháng 10 năm 2019 | Sân vận động Letná, Prague, Cộng hòa Séc | Cộng hòa Séc | 1–0       | 3–2     | Giao hữu                      |
| 3 | 14 tháng 10 năm 2019 | Sân vận động Letná, Prague, Cộng hòa Séc | Cộng hòa Séc | 3–0       | 3–2     | Giao hữu                      |
| 4 | 7 tháng 9 năm 2020   | Windsor Park, Belfast, Bắc Ireland       | Na Uy        | 1–0       | 1–5     | UEFA Nations League 2020–21   |
| 5 | 8 tháng 9 năm 2021   | Sân vận động LFF, Vilnius, Litva         | Litva        | 4–1       | 4–1     | Vòng loại FIFA World Cup 2022 |
| 6 | 12 tháng 6 năm 2022  | Windsor Park, Belfast, Bắc Ireland       | Síp          | 1–2       | 2–2     | UEFA Nations League 2022–23   |